# Rosa dei venti (Gaia)
Rosa dei venti è il terzo album in studio della cantautrice italiana Gaia, pubblicato il 21 marzo 2025 dall'etichetta Columbia.
L'album contiene il singolo Chiamo io chiami tu, con cui la cantautrice ha gareggiato al 75º Festival di Sanremo, classificandosi al ventiseiesimo posto al termine della manifestazione.

## Antefatti e descrizione
Successivamente alla pubblicazione del secondo album in studio Alma nel 2021, Gaia ha pubblicato alcuni singoli solisti, tra cui Estasi, Tokyo, Dea saffica, e collaborazioni, tra cui Sesso e samba con Tony Effe, primo brano dell'artista a occupare la prima posizione della Top Singoli FIMI.
Il progetto, il primo interamente in lingua italiana dell'artista, è stato scritto, registrato e prodotto nell'arco di tre anni tra Cefalù, Settimo Milanese e presso il lago d'Orta. Il progetto è stato annunciato il 6 febbraio 2025, alcuni giorni prima dalla partecipazione della cantautrice al 75º Festival di Sanremo con il brano Chiamo io chiami tu. La lista tracce e i featuring contenuti nel disco sono state rivelate il successivo 3 marzo, tramite un numero di telefono rilasciato dalla cantautrice attraverso i suoi profili social.
Il progetto, composto da tredici tracce, vede la cantautrice autrice di tutti i brani, con la partecipazione nella stesura e produzione di Gregory Taurone, in arte Greg Willen, Emilio Barberini, in arte MadFingerz, Michele Zocca, in arte Michelangelo, Miguel Duarte, Matteo Novi, in arte Mr. Monkey, Oddsphere, duo composto da Giovanni Ergi e Francesco Gastaldi, Vincenzo Centrella, in arte KYV, Simone Privitera, in arte Simon Says!, Thiago Faustino de Lima, Vigan Mehmedi, noto semplicemente come Vigan, e Stefano Tognini, in arte Zef, oltre che delle collaborazioni di Guè, Capo Plaza, Lorenzza e Toquinho.
La cantautrice ha raccontato il processo di realizzazione dell'album e la scelta di interpretare i brani interamente in italiano:

## Copertina
La cantautrice ha spiegato il significato dell'immagine della copertina, consistente in una rosa dei venti in rilievo sul volto dell'artista:

## Promozione

### Album
Il 18 marzo 2025, tre giorni prima dell'uscita dell'album, il disco è stato presentato e promosso dalla stessa cantautrice in conferenza stampa a Milano.

### Singoli
Il primo singolo estratto dall'album, Chiamo io chiami tu, è stato pubblicato il 12 febbraio 2025 in concomitanza alla partecipazione della cantautrice al 75º Festival di Sanremo.

### Tour
Per promuovere il disco, la cantautrice è stata impegnata in tour che l'ha vista esibirsi in vari festival musicali e nei club italiani ed europei, attraverso un instore tour dal titolo Rosa dei venti Instore tour, svoltosi per dodici date dal 21 marzo al 5 aprile 2025 da Torino a Pontecagnano Faiano (SA).

## Accoglienza
| Recensione       | Giudizio |
| ---------------- | -------- |
| Libera la Musica |          |
| Newsic.it        | 7/10     |
| Rockol           | 6,5/10   |

Claudio Cabona di Rockol afferma che l'album sia «prodotto bene», e sebbene «pochi momenti custodiscono qualche cosa di inedito per chi ascolta la musica della cantante e in generale per il panorama urban e pop italiano», apprezza le sonorità elettroniche, pop latine e reggae e che l'artista nelle tracce «si mette a nudo, forse come non mai, parla di problemi molto personali, anche di natura mentale».
Paolo Aruffo di Today scrive che nelle prime tracce dell'album «si avverte una certa ripetitività» che migliora nella seconda parte del disco in cui i brani «toccano le corde più intime», particolarmente riuscite in Moon veleno e Cicatrice. Il giornalista inoltre apprezza le sonorità dell'album, riscontrando «influenze che rimandano ai primi anni 2000, poi le sfumature di R&B e richiami a sonorità internazionali».

## Tracce
1. Beijo (Intro) – 1:34 (Gaia Gozzi, Emilio Barberini, Vigan Mehmedi)
2. Fumo blu – 2:41 (Gaia Gozzi, Matteo Novi)
3. Addicted (feat. Guè) – 2:37 (Gaia Gozzi, Cosimo Fini, Gregory Taurone, Matteo Novi)
4. Chiamo io chiami tu – 3:37 (testo: Gaia Gozzi, Davide Petrella – musica: Davide Petrella, Stefano Tognini)
5. Rosa dei venti – 2:50 (Gaia Gozzi, Francesco Gastaldi, Giovanni Ergi)
6. Maratona – 2:53 (Gaia Gozzi, Emilio Barberini, Vigan Mehmedi)
7. Ti fidavi (feat. Capo Plaza) – 2:11 (Gaia Gozzi, Luca D'Orso, Emilio Barberini, Vigan Mehmedi)
8. Bulletproof – 2:25 (Gaia Gozzi, Emilio Barberini, Vigan Mehmedi)
9. Twin Flames – 3:33 (Gaia Gozzi, Emilio Barberini, Maximilian Agostini, Vigan Mehmedi)
10. Moon veleno – 3:00 (Gaia Gozzi, Francesco D'Agostino, Vincenzo Centrella)
11. RJ (feat. Lorenzza) – 2:28 (Gaia Gozzi, Lorenzza Lacerda Campos, Emilio Barberini, Vigan Mehmedi)
12. Cicatrice – 3:37 (Gaia Gozzi, Simone Privitera)
13. Vento (feat. Toquinho) – 3:51 (Gaia Gozzi, Alessandro La Cava, Antonio Filho, Federico Bertollini, Michele Zocca, Toquinho)

## Classifiche
| Classifica (2025) | Posizione massima |
| ----------------- | ----------------- |
| Italia            | 6                 |